# Vampyressa villai
Vampyressa villai — це вид кажанів, що зустрічається в Мексиці на захід від Теуантепекського перешийка. Відомий з мексиканських штатів Оахака, Герреро і Веракрус.